# Национални музеј Ирске
Национални музеј Ирске (ирски: Ard-Mhúsaem na hÉireann) је водећа музејска институција у Ирској, са снажним нагласком на националну и део међународне археологије, ирску историју, ирску уметност, културу и природну историју. Има три огранка у Даблину, музеје археологије и природне историје, и новији огранак декоративне уметности и историје у бившој касарни Колинс, и музеј сеоског живота у округу Мејо.

## Историја

### Претходници
Национални музеј Ирске настао је спајањем делова колекција бројних даблинских културних институција из 18. и 19. века, укључујући пре свега Краљевско даблинско друштво и Краљевску ирску академију. Најранији делови колекција су углавном геолошки и минералошки узорци, које је друштво сакупило као средство за побољшање знања и коришћења таквих ресурса у Ирској. Генерално се сматра да је оснивање музејских збирки почело куповином колекције Натанаела Готфрида Лескеа 1792. године.
Једна од најранијих верзија музеја Краљевског даблинског друштва била је у кући у улици Хокинс, где је био изложен Лескеов кабинет заједно са колекцијом одливака и бисти. Поред изложбе, постојала је учионица, лабораторија и библиотека. Одавде се музеј преселио у Лајнстер хаус 1815. године када ју је Краљевско друштво купило од 3. војводе од Лајнстера. Овде је и даље био изложен Лескеов кабинет, заједно са новопридошлим колекцијама професора минералогије и геологије, Чарлса Луиса Гискеа са острва Ирске.

### Име и нова зграда
Гиске је био први који је музеј назвао „Националним музејем Ирске“ 1832. године у свом каталогу ентомолошких и орнитолошких узорака. Након Гискеове смрти 1833. године, Џон Скулер је именован за кустоса 1834. године. Током овог периода збирке су биле отворене за јавност два дана у недељи од поднева до 15 часова, а за студенте све време.
До тада се потреба за новим музејем сматрала критичном. То је довело до изградње зграде у којој се сада налази Природњачки музеј у улици Мерион. Са планираним проширењем и развојем музеја, Скулер је затражио да Краљевско друштво запосли кустоса или директора. То је довело до именовања Александра Картеа 1851. године. Карте је реорганизовао колекције, надгледајући аквизиције од сер Франсиса Мекклинтока, сер Вилијама Вајлда и сер Ричарда Грифита.
Музеј је учествовао на Међународној изложби уметничке индустрије 1853. године, излажући предмете у Сали антиквитета, заједно са Краљевском ирском академијом. Након тога, музеј је био отворен за јавност пет дана у недељи.
Музеј науке и уметности основан је 1877. године, а 1900. године постао је Национални музеј науке и уметности, а након стицања независности, Национални музеј Ирске. Такође је обухватао колекцију Музеја ирске индустрије, који је основан 1847. године. Збирке Краљевског даблинског друштва и Краљевске ирске академије чиниле су основу за одељење за археологију и историју Музеја у улици Килдар. Ово је место првобитно отворено 1890. године као Даблински музеј науке и уметности, у згради коју су пројектовали сер Томас Њуенхам Дин и његов син, Томас Менли Дин. До 1922. године, музејски комплекс је такође обухватао Лајнстер хаус, сада дом парламента -  Ојреахтаса.

### Након независности
Музеј је радио у зградама у улици Килдар и на тргу Мерион све до пројеката с краја 20. века, у касарни Колинс и округу Мејо. Од 1975. године, колекције доступне за посету су сумиране као „Основне: ирски антиквитети и историја, ликовне уметности (искључујући сликарство и вајарство) и природна историја (искључујући ботанику), а додатне: египатски, грчки и римски антиквитети, уметност и керамика Далеког истока и етнографија и зоологија“, са додатном колекцијом материјала из народног живота који није изложен. Музеј је повремено објављивао радове који су се фокусирали на одређене делове колекције, археолошке аквизиције и једну књигу о улози музеја.

## Делови
- Национални музеј Ирске – Археологија, улица Килдар, Даблин
- Национални музеј Ирске – Декоративне уметности и историја, Арбор Хил, Даблин
- Национални музеј Ирске – Природњачка историја, Мерион улица, Даблин
- Национални музеј Ирске – Сеоски живот, близу Каслбара

### Археологија
Национални музеј Ирске – Археологија у улици Килдар има изложбе о праисторијској Ирској, укључујући ране радове од злата, црквена блага и предмете из викиншког и средњовековног периода. Изложба „Краљевство и жртвовање“ обухвата добро очувана тела из мочваре и Ралаган човека. Постоје посебни прикази предмета из Египта, Кипра и римског света, а редовно се одржавају и посебне изложбе.
Овај одељак обухвата познате примере раног средњовековног келтског металног обрађивања у Ирској, као што су Ардагски путир, Тара брош и Деринафлански пехари. Праисторијски предмети укључују Бројтер златни накит из гвозденог доба и преко 50 златних огрлица (нису све изложене), као и други накит из бронзаног доба. Многе од ових делова пронашли су у 19. веку сиромашни људи или пољопривредни радници, када је ширење становништва довело до обраде земље која није обрађивана од средњег века. Заиста, без интервенције Џорџа Петрија из Краљевске ирске академије и истомишљеника из Краљевског друштва антиквара Ирске, већина металних предмета је била претопљена због суштинске вредности материјала, што се често дешавало упркос њиховим напорима. Савремени Ирци су више наклоњени свом наслеђу, као што се може видети на примеру ирског Бог псалтира, који је открио и пријавио један радник у јулу 2006. године.
Музеј је дом мумије египатске жене по имену Тентдинебу.

### Декоративне уметности и историја
Национални музеј Ирске – Декоративне уметности и историје, укључујући и Велики печат Ирске Слободне Државе, део је колекције која се чува у великој касарни Колинс, бившој војној касарни која је добила име по Мајклу Колинсу 1922. године. Овај објекат, отворен 1997. године, такође садржи административни центар музеја, продавницу и кафић.
Овај одељак садржи изложбе намештаја, сребра, керамике и стакленог посуђа, као и примерке из народног живота и ношње, новца и оружја. Кинеска порцеланска ваза из око 1300. године нове ере, ваза Фонтхил, једна је од карактеристика. Изложба „Војници и команданти“ садржи војне артефакте и сувенире који прате војну историју Ирске од 1550. године до данас. Редовно се одржавају специјалне изложбе; на пример, лета 2007. године, реплике шест ирских камених стајећих високих крстова које су потом изложене широм света.

### Природњачки музеј
Природњачки музеј, који је део Националног музеја, иако се често сматра засебним, налази се у улици Мерион у Даблину и садржи примерке животиња из целог света. Мештани га такође називају Мртвим зоолошким вртом. Његова колекција и викторијански изглед нису се значајно променили од почетка 20. века.

### Живот на селу
Сеоски живот је најновији део музеја који је отворен. Налази се одмах изван села Турлоу, на путу N5, осам километара источно од Каслбара, у округу Мејо, и отворен је 2001. године.
Музеј је фокусиран на живот обичних људи од средине 19. века до средине 20. века, при чему велики део материјала долази из руралне Ирске из 1930-их. Постоје изложбе о дому, природном окружењу, заједницама и снагама за промене.

## Организација
Музеј надгледа управни одбор, од којих двоје именује Краљевска ирска академија, а једног Краљевско даблинско друштво, при чему су оба значајно допринели институцији; остале именује надлежни министар.
Оперативно њиме руководи директор, под којим су шеф за колекције и учење и шеф операција. Шефу за колекције и учење одговарају чувари старина, уметности и индустрије, природне историје и народног живота, секретар и шефови заштите одељења за конзервацију, образовање, дизајн и фотографију. У оквиру операција налазе се руководиоци објеката, људских ресурса, финансија, корпоративних послова, маркетинга и комерцијалног развоја.

## Контроверза
Музеј је један од многих који чувају бронзане фигуре из Бенина, преузете са места њиховог порекла, града Бенина у Нигерији, 1897. године. Потврђено је да ће предузети мере за репатријацију ових фигура назад у њихов град порекла.